# Honkasaari (ö i Äänekoski, Niinivesi)
Honkasaari är en ö i Finland. Den ligger i sjön Niinivesi och i kommunen Äänekoski i den ekonomiska regionen  Äänekoski ekonomiska region  och landskapet Mellersta Finland, i den centrala delen av landet, 270 km norr om huvudstaden Helsingfors. Öns area är 1,1 hektar och dess största längd är 130 meter i sydöst-nordvästlig riktning.